# Glaphyrus caucasicus
Glaphyrus caucasicus is een keversoort uit de familie Glaphyridae. De wetenschappelijke naam van de soort is voor het eerst geldig gepubliceerd in 1882 door Kraatz.